# Couronnement de la Vierge (Vasari)
Pour les articles homonymes, voir Couronnement de la Vierge (homonymie).
Le Couronnement de la Vierge est un tableau de Giorgio Vasari, un retable réalisé en 1571. Il est exposé depuis 1818 dans le chœur de l'église Sainte-Catherine de Livourne en Toscane (Italie).

## Historique
Le tableau est dit aussi Pala del Vasari, comme tous les autres retables du peintre.
Spolié des collections vaticanes (chapelle Saint-Michel) à l'époque napoléonienne, le tableau, acquis par la famille livournaise des Filicchi, fut donné en 1818 à l'église Sainte-Catherine de la ville.

## Iconographie
Il s’agit d’une représentation d'un « Couronnement de la Vierge »  selon les règles de l'iconographie chrétienne : la scène se passe dans les cieux, après sa mort, montant au ciel avec son corps la Vierge Marie assise sur un nuage reçoit la couronne des mains de Dieu le père et du Christ, en présence du Saint-Esprit en Sainte Trinité, une scène céleste validée par la présence d'une multitude d'anges.

## Description
Dans un grand format (400 × 300 cm) au haut cintré, la Vierge, les mains jointes, occupe le centre vertical de la composition ; elle est  vêtue de rouge et porte sur les épaules une cape bleue à liseré blanc ; placés au-dessus d'elle, les pieds posés sur des chérubins (comme souvent, réduits à leur tête ailée), le Christ à gauche, Dieu le père à droite, tiennent la couronne, elle-même surmontée de la colombe rayonnante du Saint-Esprit, à l'aplomb de la tête de la Vierge.
La partie inférieure  de la composition est remplie d'une multitude d'anges soutenant la nuée portant la Vierge.
Le bas de la composition laisse apparaître les reliefs d'un dessus de sarcophage brun surmonté de verdure (celui de la Vierge).